# Севешть (Димбовіца)
Севешть, Севешті (рум. Săvești) — село у повіті Димбовіца в Румунії. Входить до складу комуни Браніштя.
Село розташоване на відстані 46 км на північний захід від Бухареста, 29 км на південний схід від Тирговіште, 148 км на схід від Крайови, 107 км на південь від Брашова.

## Населення
За даними перепису населення 2002 року у селі проживали 227 осіб, усі — румуни. Рідною мовою 225 осіб (99,1%) назвали румунську.